# Acrantophis
Genre
Acrantophis est un genre de serpents de la famille des Boidae. Les espèces regroupées sous ce genre sont communément appelées Boa terrestre de Madagascar.

## Répartition
Les deux espèces de ce genre sont endémiques de Madagascar. 
Guibé, en 1958 avait affirmé une présence à La Réunion, mais selon Vences & Glaw, 2004 cela était une erreur.

## Liste des espèces
Selon The Reptile Database (1 août 2011) :
- Acrantophis dumerili Jan, 1860

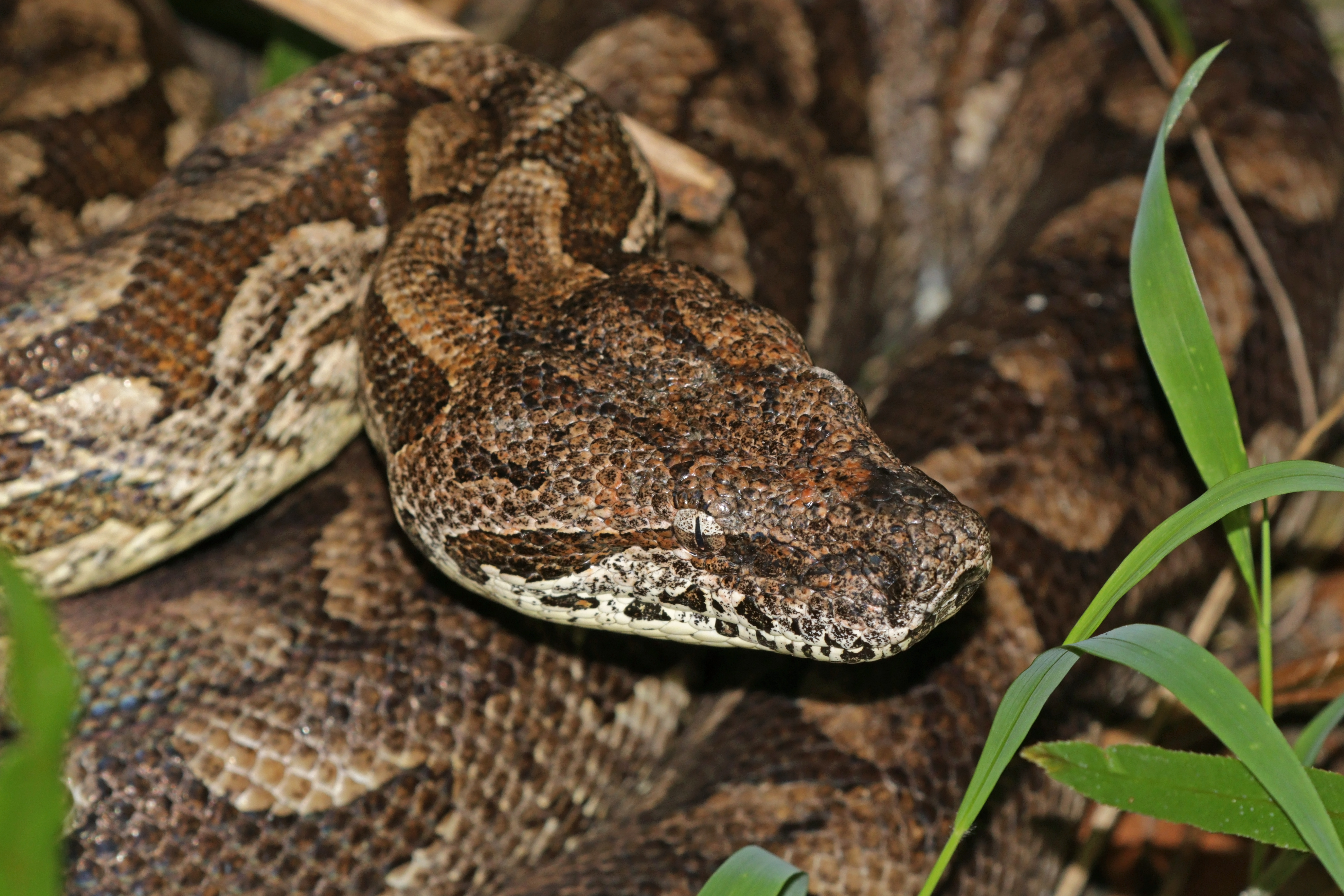
Tête du mâle du boa Acrantophis dumerili, Parc national de l'Isalo, Madagascar.

- Acrantophis madagascariensis (Duméril & Bibron, 1844)

## Taxinomie
Ce genre a été considéré comme synonyme de Boa jusqu'en 2001.

## Publication originale
- Jan, 1860 : Iconographie générale des ophidiens. Tome Premier, J. B. Balliere et Fils, Paris (texte intégral).